# Seven (canción)
«Seven» (estilizado en minúsculas, y en español, «Siete») es una canción de la cantautora estadounidense Taylor Swift de su octavo álbum de estudio, Folklore, que se lanzó el 24 de julio de 2020 a través de Republic Records. Swift coescribió la canción con su productor, Aaron Dessner.
«Seven» es una canción folclórica con un lirismo nostálgico que combina perspectivas presentes y pasadas. Transmite a Swift, de 30 años, introspeccionando su infancia y recordando la pureza de su relación con una vieja amiga, y la Swift de 7 años, incapaz de entender la violencia doméstica que experimentaba su amiga. La canción está dirigida por el registro alto de Swift sobre una línea de piano en espiral, complementada con guitarras acústicas, batería y una variedad de cuerdas.
La canción obtuvo elogios universales por parte de los críticos musicales, muchos de los cuales la eligieron como un tema destacado en Folklore por tratar un tema delicado como el abuso infantil, y elogiaron su composición experimental y la voz «brillante» de Swift, además de los matices que indican un posible tema queer. Tras el lanzamiento de Folklore, «Seven» debutó en el número 35 en el Billboard Hot 100, en el número 11 del Rolling Stone Top 100 y en el número 7 del US Hot Rock & Alternative Songs, simultáneamente con las otras 15 canciones del álbum. También alcanzó el top 30 en Australia, Canadá, Malasia y Singapur.

## Antecedentes y lanzamiento

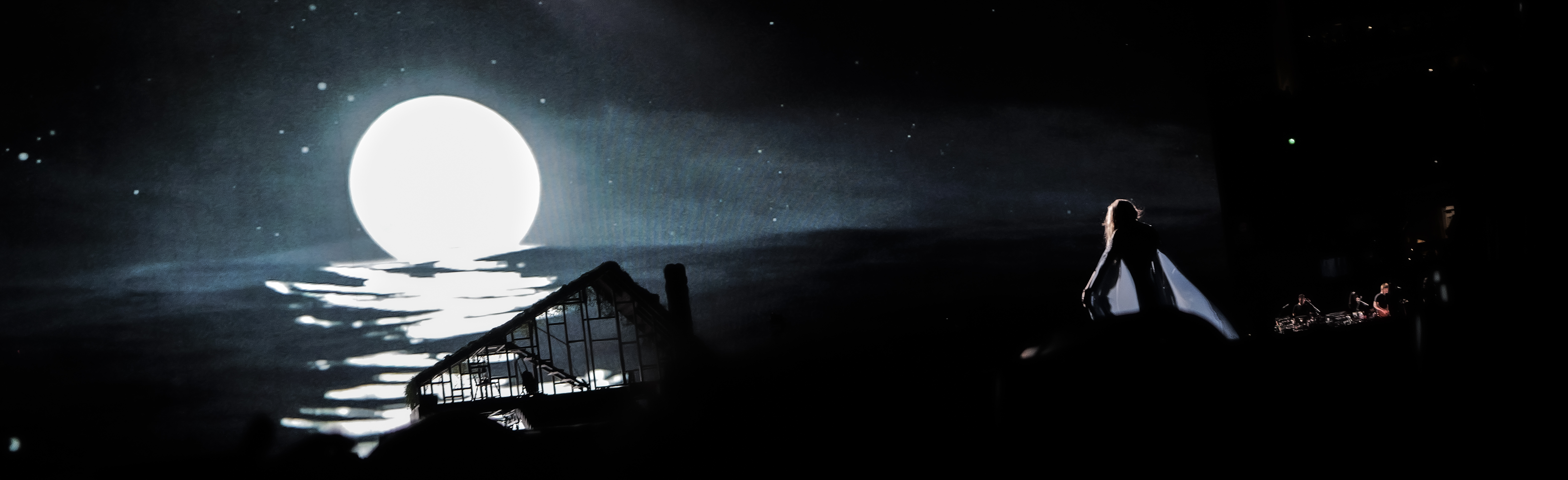
Set de The Folklore Era.

Todas las canciones de Folklore fueron creadas como resultado de la imaginación de Swift mientras se aislaba durante la pandemia de COVID-19. «Seven» fue la segunda canción que Swift y su coguionista y productor, Aaron Dessner, escribieron para el álbum, después de «Cardigan». Dessner señaló que «Cardigan» y «Seven» trazaron la ruta para escribir el resto del álbum. Describió la canción como «melancólica y nostálgica», en contraste con su «nebulosa» predecesora, «Mirrorball», y la siguiente canción, «August», que consideró la canción más pop del álbum. Explicó que el proceso de escritura fue como «mirar hacia atrás a la infancia y esos sentimientos, contar recuerdos y conmemorarlos». Dessner identificó la letra «And just like a folk song, our love will be passed on» (en español, «Y al igual que una canción de folk, nuestro amor perdurará») como un momento definitorio de Foklore, que conmemora la amistad y nostalgia.
El 23 de julio de 2020, Swift anunció que su octavo álbum de estudio, Folklore, saldría a la medianoche y reveló su lista de canciones, donde «Seven» ocupó el séptimo lugar. En el manual que precedió al lanzamiento, Swift mostró imaginerías de varias canciones, explicando que «Seven» era el «columpio del árbol en el bosque de mi infancia», con «tonos silenciosos de "huyámos" y nunca hacerlo». Se lanzaron videos con letras de cada canción del álbum en el canal de YouTube de Swift; «Seven» obtuvo más de 10,7 millones de visitas hasta agosto de 2021. La canción también se incluyó en Folklore: The Escapism Chapter y Folklore: The Saltbox House Chapter, recopilaciones de streaming de Swift lanzadas el 21 de agosto y el 27 de agosto de 2020 respectivamente.

## Composición y letras
«Seven» es una canción popular nostálgica y «melancólica» que representa inocentemente «la pureza de la amistad de la infancia» que fue arrancada de una Swift de siete años por su incapacidad para comprender el abuso emocional y físico de su amiga por parte de sus padres. La canción también describe los esfuerzos ingenuos de la joven Swift para ayudar a su amiga a escapar del hogar abusivo y huir a la India. «Seven» cambia entre el uso del pasado y el presente.
Varias líneas también ven a Swift «rindiendo homenaje» a la inocencia de su infancia, recordando la pureza de su relación con su amiga, a quien no puede recordar completamente. Rebecca Karpen de PopMatters comparó los temas de la nostalgia infantil y la inevitabilidad de crecer con sus canciones «Stay Beautiful» y «Mary's Song (Oh My My My)» de su álbum debut homónimo, «The Best Day» de Fearless, «Never Grow Up» de Speak Now y su sencillo benéfico de 2012 «Ronan». Eric Mason de Slate destacó las imágenes de verano de la canción, comparándolas con las de «August» y «Betty». La letra «Or hide in the closet» (en español, «O esconderse en el armario») posiblemente aluda a la identidad queer de su amiga.
Musicalmente, la canción está en la tonalidad de mi mayor con un tempo de 95 bpm. Swift usa un registro alto, y su voz va desde Mi3 a Si4. La canción está instrumentada con un piano agitado junto con guitarra acústica, batería, violonchelo, viola y violín. Su melodía imita el movimiento de un péndulo, alargándose en su punto más alto antes de precipitarse hacia abajo y volver a subir.

## Recepción crítica
Rebecca Karpen de PopMatters describió la canción como «desgarradora» y encontró su narrativa «horripilante», con una joven Swift que no entendió el abuso de su amiga, afirmando que la hizo «llorar en medio de la 4ta Avenida a plena luz del día». Jon Caramanica de The New York Times describió la canción como «intrigante» con la voz «etéreamente brillante» y la experimentación con la variación de tonos. La revisión de Rolling Stone (revista) de Rob Sheffield aprobó el cambio de Swift de su narración autobiográfica tradicional, favoreciendo en «dejar que estos personajes cuenten sus propias historias». Sheffield la clasificó como la decimonovena mejor canción en el catálogo de Swift en ese entonces (de 173 en total), elogiando el «misterio que se vuelve más confuso, ella (sic) trata de vivir con eso». Katherine Rodgers de The Quietus dijo que «la voz aflautada de Swift luchó por dominar varias capas quisquillosas de melodía intrincada».
La crítica de New Statesman Anna Leszkiewicz definió la canción como «una hábil elegía a la inconsciencia perdida de la infancia». En una reseña publicada en The Guardian, Laura Snapes describió la pérdida de la inocencia representada en «Seven» y el autointerrogatorio que refleja como «devastador». El periodista musical Robert Christgau prefirió los temas con tintes juveniles de «Seven» a las canciones más maduras del álbum. Max Heilman de Riff Magazine elogió el enfoque de indie folk de Swift en la narrativa y su dinámica vocal en «Seven». Otros elogiaron la letra «Then you won't have to cry / Or hide in the closet» (en español, «Entonces no tendrás que llorar / O esconderte en el armario») por sus alusiones a la identidad queer de su amiga. Carl Wilson, de Slate, opinó que «escribir sobre abuso infantil con esta ligereza es una hazaña».
Varios críticos señalaron la canción como punto culminante de Folklore. Roison O'Connor la eligió como la «canción más conmovedora del álbum». Si bien reconoció el giro dramático de Swift con respecto a su música pop anterior, Jody Rosen de Los Angeles Times describió «Seven» como una pista nostálgica básica, comparándola a sus canciones anteriores que narran la amistad de la infancia. Rosen la eligió como «posiblemente el momento más bonito del álbum» y destacó temas feministas en la letra. Entre los críticos de NPR, Ann Powers eligió a «Seven» como una canción destacada en Folklore, argumentando que definía la red de memoria subyacente del álbum. Al igual que Rosen, elogió el giro de Swift sobre la nostalgia infantil, un tema común en su trabajo.
Mikael Wood de Los Angeles Times la clasificó como la quinta mejor canción del álbum, elogiando la «experimentación narrativa», mientras que Jason Lipshutz de Billboard la colocó en el tercer lugar, elogiando la producción, los instrumentos y las imágenes «inmersas en autenticidad». Eric Mason de Slate la clasificó en segundo lugar (detrás de «Exile»), describiéndolo como «uno de los momentos más escalofriantes de Folklore» y elogiando su madurez en comparación con sus trabajos anteriores que reflejan la amistad de la infancia y las relaciones familiares inestables. Callie Ahlgrim y Courteney Larocca de Insider eligieron «Seven» como una de las siete mejores pistas del álbum y se refirieron a sus letras nostálgicas como «pura magia caprichosa», comparando el coro con «un trago de espresso». Ryan Leas de Stereogum escribió que «la niveló en cada escucha» y la clasificó como su cuarta canción favorita de 2020. Por otro lado, la revisión de Folklore de Jillian Mapes publicada en Pitchfork argumentó que si bien la pista no es un «paso en falso salvaje», es desechable en comparación con el resto de las canciones del álbum.

## Desempeño comercial
Tras el lanzamiento de Folklore, «Seven» debutó en el número 35 en la lista Billboard Hot 100  junto con las otras 15 canciones del álbum, y en el número 11 en el Rolling Stone Top 100. Además, la canción debutó en el número siete en la lista Billboard Hot Rock & Alternative Songs. La canción alcanzó el top 20 en Australia, Malasia, y Singapur.

## Créditos y personal
Créditos adaptados de Tidal y el folleto del álbum.
- Taylor Swift - voz, composición
- Aaron Dessner: composición, producción, grabación, guitarra acústica, bajo, programación de batería, percusión, piano, sintetizador.
- JT Bates - batería, grabación
- Bryce Dessner - orquestación
- Bryan Devendorf - programación de batería, grabación
- Clarice Jensen - violonchelo, grabación
- Jonathan Low - mezcla, grabación
- Randy Merrill - masterización
- Kyle Resnick - ingeniería, grabación
- Yuki Numata Resnick - viola, violín

## Listas

### Listas semanales
| Lista (2020)                          | Posición más alta |
| ------------------------------------- | ----------------- |
| Australia (ARIA)                      | 16                |
| Canadá (Canadian Hot 100)             | 26                |
| Malasia (RIM)                         | 20                |
| Portugal (AFP)                        | 112               |
| Singapur (RIAS)                       | 17                |
| Suecia Heatseeker (Sverigetopplistan) | 13                |
| Estados Unidos (Billboard Hot 100)    | 35                |
| Estados Unidos Rolling Stone Top 100  | 11                |

### Listas de fin de año
| Lista (2020)                                            | Posición |
| ------------------------------------------------------- | -------- |
| Estados Unidos Hot Rock & Alternative Songs (Billboard) | 37       |